# 清野雫
清野 雫（せいの しずく、1999年9月16日 - ）は、日本のAV女優。バンビプロモーション所属。

## 略歴・人物
神奈川県出身。
2019年3月にデビューしたロリ系のAV女優。
2019年4月23日、アイドルグループ・マシュマロ3d+の研究生「マシュマロ3d+ teamメレンゲ」のメンバーとなったが、10月16日に一身上の都合により脱退。

## 出演作品

### アダルトDVD
2019年
- エッチ大好き!でもAAカップおっぱいがコンプレックス… 快感と羞恥心を天秤にかけ葛藤する超恥ずかしがり美少女のウブすぎるAV初撮りドキュメント!（3月25日、kawaii*）
- 学校教頭によるわいせつ盗撮投稿映像（4月26日、I.B.WORKS）他出演:神坂ひなの、有栖るる、茜麻衣子、片平ゆりな
- 中年男大好き 濃厚なフェラとえげつない接吻をする素人奥様（5月9日、F&A）※「奥菜えいみ」名義
- 神パンス 人妻や母、働く制服OL等やらしい熟女の美脚を包んだ生ナマしいパンストを完全着衣でムレた足裏からつま先を味わい尽くす! オナニーや顔騎や足コキ、時には中出し時にはお尻にコスってぶっかけとやりたい放題!（5月9日、親父の個撮）
- シロウト 女子大生真正中出しナンパ! 非ヤリマンの清楚JDを無茶して口説いて生パコ編 5人収録全員クソエロかわいい保証（5月17日、赤面女子）他出演:宮沢ちはる、茜はるか、山井すず、水樹璃子
- 顔出し解禁!! マジックミラー便 3分前まで女子○生! 卒業式直後のオキテ破りナンパ!! 10人全員SEXスペシャル!! 歴代リクエストNo.1高校に再び突撃! 最後の制服姿の女子○生オマ○コにデカチン挿入!!（5月19日、ディープス）他出演:有村のぞみ、若宮穂乃、満島みう ほか
- パパと喧嘩して家を飛び出した女の子を自宅に泊めてあげた件。 恥ずかしがり屋のド貧乳AAAカップちはるちゃん。（5月27日、MERCURY）※「ちはる」名義
- 「気持ちいいと、泣いちゃう私って変ですか?」 天然記念物級の超恥ずかしがり屋のペチャパイろりんこ保育士さん、涙のAVデビュー（6月1日、キチックス）※「みちる」名義
- 日本で一番恥ずかしがり屋なちぃぱいペチャ子は有名アーティストのバックダンサーでダンスは世界レベルの金の卵。（6月1日、ちぃぱいペチャ子）※「陽葵」名義
- 果てしなく従順なメイド10名と暮らす王様 〜第2章〜（6月13日、ムーディーズ）共演:あべみかこ、枢木あおい、跡美しゅり、皆月ひかる、海空花、持田栞里、望月りさ、七瀬ひかり、夢咲ひなみ
- W貧乳異母姉妹ワイセツ動画。 監督・父親/主演・2人の愛娘（6月19日、ちぃぱいペチャ子）共演:日泉舞香
- 男子諸君! パンチラ女子には気をつけろ! 「勝手に席使ってゴメンね!でも〜どいてあげない!そのかわり…」 スカートの裾から見えるパンチラ誘惑に耐え切れず、ぷりもにゅお尻に挟まれるペン、指、顔!そして至福の尻コキ!!君の席にわざと座って気を引くいじわるSEXはぜ〜〜〜〜〜んぶパンチラ女子の作戦だったのだっ!!!（7月12日、FIRST STAR）共演:跡美しゅり、星咲セイラ、奈々原えみり
- 制服美少女の放課後性交（7月13日、S-Cute）他出演:渚みつき、千夏麗、加藤ももか
- 素人ヘアヌード大図鑑 〜地方出身女子大生編（7月26日、S級素人）他出演:星奈あい、千夏麗、日泉舞香、知花みく、熊野あゆ、星咲凛、加藤麻希、河合ののか、春埼めい、宮沢ちはる
- 夏休み日焼け美少女公衆トイレレイプ（7月26日、I.B.WORKS）他出演:泉りおん、星咲凛、琴音るい
- 「ひと夏の思い出。」 銭湯で見つけたくっきり日焼けの天使たちをただ欲望のままに…（8月1日、ひよこ）共演:村田あず、宇佐美みか、佐野あい ほか
- 夫に内緒で他人棒SEX 幼妻が初めての精飲（8月8日、コスモス映像）※「このみ」名義
- 「イヤだとは言えない…」女子力UPを目指してやって来たエステ店で、女性施術師に身を委ね安心してたのに男性施術師に交代!? まんまと男の口車に乗せられ拒むことができず快楽に身を委ねてしまった制服美少女たちの性感オイルマッサージ 3（8月12日、FIRST STAR）他出演:奈々原えみり、星咲セイラ、跡美しゅり
- 旅館に棲むいいなり姉妹と性交（8月15日、グローリークエスト）共演:栗衣みい
- 葛飾共同区営団地 日焼け美少女わいせつ映像 4（8月23日、I.B.WORKS）他出演:冬愛ことね、永瀬ゆい、向井未紗、星咲凛
- 仲良し2人組いじり比べ痴漢 2 友達の前で交互にイカされた女子○生（9月26日、ナチュラルハイ）共演:星咲凛　他出演:有栖るる、逢沢りいな、月宮ねね、柊るい
- 可愛い彼女と個人撮影。 エッチな素顔をカメラに見せ過ぎる自然体SEX（10月1日、S-Cute）他出演:高杉麻里、紗藤あゆ、桃尻かのん、桐谷なお
- 「お兄ちゃん、もしかして私のこと避けてるでしょう?」 「バカその逆だよ!どストライクなんだよ(※心の声)」 3 無邪気にボクに接してくる妹はボクの事が超大好き!!嬉しいは嬉しいけど実は超どストライクで困ってます!!とにかくそれがバレないようにがんばっていたけど、そんなボクの気持ちを理解してくれず妹はボクがお風呂に入っている時に背中流してあげると言って入ってきたんです!!当然、妹の膨らみかけた胸は丸見えだし肌と肌がこすれ合うし…そんなのされた日にはボクは勃起してしまいます!!!勃起していたら当然、バレてしまいヤバイと思ったけど隠しきれず!気持ち悪がられると思ったらそれどころか嫌われていなくむしろ自分に勃起してくれたことに興奮した妹は「お兄ちゃんが喜んでくれるなら何だってしてあげるね…」とまさかの神展開!!しかもしかも「小さいけど私…乳首すごく感じるんだよ!」と言うので乳首を弄り回したら感じまくって顔に似合わず体を反るほど連続爆イキ!!（10月7日、Hunter）他出演:渚みつき、宮沢ちはる、平花、御坂りあ、早美れむ
- 一般男女モニタリングAV 素人大学生限定 友達同士の男女がザーメン20mlを溜めるまで出られない密室からの脱出に挑戦! 3 女子大生が男友達を射精させるために恥じらいながらも手コキ・オナホコキ・フェラ・セックス! 何発出しても萎えない友達チ○ポと大量の精子を目の当たりにして思わず濡れる女子大生マ○コは性欲のままに何度も生挿入で連続中出し!（11月7日、ディープス）他出演:早美れむ、梨杏なつ、山井すず
- 林間学校日焼け美少女わいせつ映像（11月22日、I.B.WORKS）共演:冬愛ことね、五十嵐ゆめ、優木しの、皆月ひかる、神坂ひなの

### アダルトVR
- 美少女のおもらしVR（2019年11月27日、TMA）他出演:星咲凛、泉りおん、八尋麻衣、柏木まい、有村のぞみ、平花、神坂ひなの、早美れむ
- 林間学校日焼け美少女わいせつVR（2019年12月31日、TMA）共演:皆月ひかる、冬愛ことね

### イメージDVD
- 恥ずかしいからみないでください（2019年4月28日、CRANE）※「可藤ひな」名義
- ボクの教え子deシコって発射して下さい 3（2019年7月3日、渋谷プロモーション）※「咲野小鳥子」名義
- ボクの妹 破廉恥志願（2019年8月16日、メディアブランド）※「青井水滴」名義